# أسامة سيد غريب
أسامة غريب كاتب وصحفي مصري وروائي. 

## حياته ونشأته
خريج كلية الإعلام جامعة القاهرة يجيد عدة لغات. اشتهر بالكتابة الساخرة وأدب الرحلات. عُدت مقالاته بجريدة المصري اليوم نقطة تحول في زيادة عدد محبى هذا النوع من الكتابة التي تمزج النقد السياسي بأدب الرحلات بالسخرية والتي نشر بها روايته (همّام وإيزابيلا) مسلسة[وصلة مكسورة]. وتجدر الإشارة إلي أن كتابه الأول «مصر ليست أمي..دي مرات أبويا» قد لقي حفاوة كبيرة من القراء حتي أنه طبع ثمانية عشر مرة حتي الآن وتناقلت تنزيله مئات المواقع علي النت باعتباره من أهم الكتب العربية في السنوات الأخيرة. كتب في عدد من الجرائد منها: جريدة الوطن الكويتية وجريدة الدستور المصرية والتحرير المصرية والمصري اليوم ومصر العربية.

## عمله
عمل مديراً لمصر للطيران في الكويت وكندا.

## كتاباته الصحفية
يكتب حالياً بصحيفة المصري اليوم كمايكتب في جريدة الوطن الكويتية

## مؤلفاته
- مصر ليست أمي..دي مرات أبويا.[3]
- أفتوكا لايزو.[4]
- مسافر في مركب ورق.. ابن سنية أبانوز (مجموعة قصصية)
- همّام وإيزابيلا (رواية)
- لمس أكتاف
- إرهاصات موقعة الجحش
- بيتي أنا..بيتك
- وزن الروح
- ملوخية ودمعة
- أجهزة النيفة المركزية
- سامحيني يا أم ألبير «مجموعة قصصية»
- عازفة الكمان «رواية»

كتاب ما أقدرش أهز جامد من غير ما أقول لحامد
رواية آه لو تدري بحالي
رواية حارة ودن القطة
كتاب شوكولاتة بالبندق
كتاب تأملات في الفن والحياة

## وصلات خارجية
- مقالات أسامة غريب بجريدة الدستور
- مقالات أسامة غريب بجريدة الوطن
- حوار أسامة غريب لجريدة المصرى اليوم[وصلة مكسورة]
- الكاتب أسامة غريب بمناسبة مهرجان تبادل الكتب أسامة سيد غريب  على فيسبوك.
- مجموعة مقالات ساخرة لأسامة غريب بموقع اليوم السابع